# Szömörkényi Rezső
Szömörkényi Rezső (Arad, 1884. február 14. – Arad, 1961. február 15.) aradi magyar műépítész.

## Életútja, munkássága
Aradon élt, 1926-ban Frick József műépítésszel ő készítette a Minorita Kultúrház (ma Művelődési Ház) terveit.

## Kötete
- Bridge. A constellatio (Arad, 1934).